# Thomas Henry Dale
Thomas Henry Dale (* 12. Juni 1846 in Daleville, Lackawanna County, Pennsylvania; † 21. August 1912 ebenda) war ein US-amerikanischer Politiker. Zwischen 1905 und 1907 vertrat er den Bundesstaat Pennsylvania im US-Repräsentantenhaus.

## Werdegang
Thomas Dale besuchte die öffentlichen Schulen seiner Heimat und danach das Wyoming Seminary in Kingston. Während des Bürgerkrieges trat er im Jahr 1863 in das Heer der Union ein. Nach seiner Militärzeit stieg er in das Kohlebergbaugeschäft ein. Außerdem wurde er in Scranton in verschiedenen anderen Wirtschaftsbranchen tätig. Er gründete die dortige Handelskammer und war mehrere Jahre lang deren Präsident. Politisch wurde er Mitglied der Republikanischen Partei. Für ein Jahr war er deren Bezirksvorsitzender im Lackawanna County. Im Juni 1896 nahm er als Delegierter an der Republican National Convention in St. Louis teil, auf der William McKinley als Präsidentschaftskandidat nominiert wurde.
Bei den Kongresswahlen des Jahres 1904 wurde Dale im zehnten Wahlbezirk von Pennsylvania in das US-Repräsentantenhaus in Washington, D.C. gewählt, wo er am 4. März 1905 die Nachfolge von William Connell antrat. Da er im Jahr 1906 nicht bestätigt wurde, konnte er bis zum 3. März 1907 nur eine Legislaturperiode im Kongress absolvieren. Nach seiner Zeit im US-Repräsentantenhaus war Dale Präsident der Firma Anthracite Trust Co. mit Sitz in Scranton. Er starb am 21. August 1912 in seinem Geburtsort Daleville und wurde in Scranton beigesetzt.